# Transformujący czynnik wzrostu beta
Transformujący czynnik wzrostu beta, TGF-β (od ang. transforming growth factor β) – białko składające się z trzech izoform: TGF-β1, TGF-β2, TGF-β3. Należy do większej rodziny białek zwanej nadrodziną transformującego czynnika wzrostu beta, która zawiera między innymi inhibinę, aktywinę, AMH, białka morfogenetyczne kości (BMP). TGF-β kontroluje proliferację oraz różnicowanie w większości typów komórek. Ma działanie przeciwzapalne.
W uproszczeniu, transformujący czynnik wzrostu beta zarządza komórkami w trakcie ich rozwoju oraz bierze udział w gojeniu ran. W prawidłowym stanie TGF-β jest przechwytywany przez glikoproteinę fibrylinę do tkanki łącznej. W zespole Marfana TGF-β nie jest wiązany przez fibrylinę i pozostaje jako wolna cząstka we krwi, co prowadzi do nieprawidłowych zachowań komórek tkanki łącznej.
TGF-ß przekazuje sygnał do wnętrza komórki za pomocą trzech typów receptorów błonowych: 
- receptor typu I (TGF-β RI, tzw. receptor Alk)
- receptor typu II (TGF-β RII)
- i receptor typu III (TGF- β RIII)